# Isabelle de Portugal avec sainte Élisabeth
Isabelle de Portugal avec sainte Élisabeth ou Sainte Élisabeth présentant Isabelle de Portugal est un tableau du peintre flamand Petrus Christus. Huile sur panneau de 59 × 33 cm, il est réalisé entre 1457-1460. Il est actuellement exposé au Groeningemuseum, de Bruges (Belgique).

## Description et analyse
Ce portrait de donatrice d'Isabelle de Portugal et de sa sainte patronne Élisabeth de Thuringe ornait à l'origine le volet gauche d'un triptyque. Le centre était composé d'un Mater dolorosa et, sur le volet droit, se trouvait sainte Catherine. Ce triptyque est peut-être commandé par Isabelle de Portugal, l'épouse du duc de Bourgogne, Philippe le Bon, avant qu'elle ne se retire à Nieppe, en France, en 1457. Bien qu'il s'agisse d'un portrait, les traits du visage d'Isabelle ne peuvent pas lui être attribués avec certitude. 
Avec sa tête ovale, ses yeux fermés et son allure de poupée, elle correspond tout à fait au modèle type des miniatures de Petrus Christus. Isabelle est assistée par sainte Élisabeth. Cette reine hongroise prit à cœur le sort des pauvres et des malades lors de la famine qui dévasta son pays en 1226. Elle est chassée après le décès de son mari et entre dans l'ordre de saint François. On dit d’Élisabeth qu'elle méritait trois couronnes parce que, tant comme vierge que comme épouse et veuve, elle rayonnait de sainteté. Isabelle de Portugal et sainte Élisabeth sont représentées dans un espace neutre qui inclut des points de fuite vers un paysage : cela constitue une manière typique des primitifs flamands pour intensifier la sensation d'espace. Petrus Christus pourtant présente ici un espace dont la perspective est correcte, en quoi il adopte les définitions mathématiques déjà parfaitement acceptés en Italie.

## Sources et bibliographie
- Claudine Lemaire, Michèle Henry, Anne Rouzet, Isabelle de Portugal, duchesse de Bourgogne, 1397-1471, 1991, 218 pages, p. 159-160
- Valentin Vermeersch, Bruges, mille ans d'art : de l'époque carolingienne au néo-gothique 875-1875, Fonds Mercator, 1986, 445 pages, p. 174
- Joost De Geest, 500 chefs-d’œuvre de l'art belge, Lannoo Uitgeverij, 2006, 510 pages, p. 78 Lire en ligne
- (en) Irene Smets, Groeningemuseum & Arentshuis Brugge, Ludion, Uitgeverij, 20 mai 2007 (ISBN 9789055444861, lire en ligne)